# Hui Buh
Hui Buh (con el subtítulo de El fantasma simplón o El terror del castillo en español) es una película alemana de fantasía de 2006, dirigida por Sebastian Niemann, basada en Hui Buh, un personaje creado en 1969 por el autor Eberhard Alexander-Burgh y protagonista de una serie radiofónica y una saga de libros muy popular en los años 70. 

## Trama
Hui Buh, al principio, era un príncipe que tuvo el castillo Burgeck en un juego de cartas contra Adolar, un malvado y cruel rey. Hui Buh ganó el juego con trampas, lo cual enfureció a Adolar. Sin embargo, Hui Buh fue alcanzado por un rayo, falleciendo. Su forma fantasmal asustó a Adolar y le dio su muerte, al caer desde el piso más alto del castillo. Hui Buh ha sido un fantasma por 500 años. El problema es que no es demasiado bueno en su trabajo y no consigue dar miedo a nadie, ni siquiera a Castellano, el mayordomo del castillo. Las cosas se complican cuando llega el Rey Julio 111 a reclamar el castillo, y Hui Buh empieza a tenderle trampas, comenzando por estropear la boda del Rey Julio y Leonora, haciendo que el Rey, enfurecido, destruya la licencia de Hui Buh y el fantasma se quede sin poderes.  
El rey Julio, quedándose sin dinero, ve que la única forma de recuperarlo es que Hui Buh recupere sus poderes y use su habilidad para traspasar muros, y así entrar a la bodega llena de oro. Para tener sus poderes tendrá que pasar un examen especial en dos días o desaparecerá para siempre en la sopa de almas. Por esto es que el rey Julio, quien sabe todo sobre fantasmas por las historias de su padre, acompaña a Hui Buh disfrazado de Fantasma a la ciudad fantasma para hacer el examen escrito fantasmal. Mientras tanto, Tommy, el hijo de la criada Constancia, va a buscar el alma de su padre (quien murió hace dos años) en la ciudad fantasma, usando el caballo de madera que le regaló su padre para saber su paradero, sin resultados. El general Tarlok (el general de la sopa de almas), el mayor Servatius y los demás fantasmas descubren que el rey Julio era un humano y empiezan a perseguirlos, pero Tommy los ayuda a escapar. 
Hui Buh y los demás planean hacer una actuación para el examen de práctica, el cual consiste en asustar a la gente del castillo. Desconocen,  sin embargo, que Leonora trabajaba para Tarlok, y esta le pide a Dicker y a Düner, dos caza-fantasmas, que capturen a Hui Buh. Este fue capturado; pero Tommy lo rescata y detiene a los caza-fantasmas.  
Tommy es secuestrado por Tarlok, quien se quita su máscara revelando su identidad como Adolar, y envía a Hui Buh a la ciudad fantasma para ser arrojado a la sopa de almas. Mientas tanto, Leonora y su bisabuelo Adolar capturan a Julio, Castellano y Constancia, y los envían junto con a Tommy al sótano, donde se encuentra la bodega secreta. Logran escapar, al igual que Hui Buh, quien los rescata. Adolar y Leonora tratan de evitar su escape, pero Constancia entierra a Leonora en los escalones del sótano, tras un derrumbe en el castillo, y los demás derrotan a las armaduras poseídas que Adolar utilizó.
Pese a todo esto, Leonora vuelve a aparecer milagrosamente, y le dispara con una ballesta a Julio en el pecho. Constancia le confiesa su amor, pero todos notan que Julio sigue intacto. Leonora no pudo hacerle daño pues ya estaba muerta: se había convertido en un fantasma tras el derrumbe. Llegan el Mayor Servatius y sus hombres, arrestando a Leonora por intentar asesinar a Julio, y a Adolar por hacerse pasar por el general de la sopa de almas. Hui Buh no es arrestado gracias a que los demás afirman que es un fantasma aterrador, y el mayor le entrega a Tommy el caballo de madera como un mensaje de su padre. Finalmente, Julio y Constancia se casan y viven en el castillo.

## Reparto
- Hui Buh ...Michael Herbig: El personaje principal, el fantasma del castillo.
- Rey Julio 111...Christoph Maria Herbst: El rey del castillo.
- Constancia...Ellenie Salvo González: Sirvienta de Leonora, madre de Tommy e interés amoroso de Julio.
- Tommy...Martin Kurz: Hijo de Constancia.
- Leonora...Heike Makatsch: Prometida de Julio. Se revela como uno de los antagonistas de la película.
- Adolar o Tarlok...Nick Brimble: El malvado exrey del castillo.
- Castellano...Hans Clarin: El mayordomo.
- Dicker Geisterjäger...Christoph Hagen Dittmann: Un caza-fantasmas contratado por Leonora junto a su colega Dünner.
- Dünner Geisterjäger...Michael Kessler:  Un caza-fantasmas contratado por Leonora junto a su colega Dicker.
- Mayor Servatius Sebaldus ...Wolfgang Völz: El general del ejército fantasmal.
- Charles ...Rick Kavanian: El encargado de la decoración del castillo para la boda real.
- Ritter Ottokar... Karel Dobry
- Mr. Hyde-Geist...Julius Novák

### Doblaje Latinoamericano
El doblaje de origen latinoamericano de Hui Buh fue realizado en Chile:
- Hui Buh - Sergio Aliaga
- El Rey Julio - Jorge Lillo
- Constancia - Ximena Marchant
- Tommy - René Pinochet
- Adolar - Rolando Silva
- Leonora - Maureen Herman
- Castellano - Sergio Schmied
- Dicker Geisterjäger - Carlos Carvajal
- Dünner Geisterjäger - Mario Santander
- Mayor Servatius Sebaldus - Ricardo Soto
- Charles - Alexis Quiroz